# Carlos Mauricio García Fernández
Carlos Mauricio García Fernández, más conocido por sus alias 'Doble Cero' y 'Rodrigo Franco' (Medellín, Antioquia, 12 de enero de 1965-Santa Marta, Magdalena, 28 de mayo de 2004), fue un paramilitar colombiano, comandante del Bloque Metro de las Autodefensas Unidas de Colombia (AUC) hasta su muerte.

## Biografía
Nació y vivió en Medellín, estudió en un colegio jesuita fue miembro del Ejército Nacional de Colombia donde realizó varios cursos llegando a ser Teniente (se retiraría por investigaciones por presuntas violaciones a los Derechos Humanos). Se unió a la organización paramilitar 'Los Pepes' contra el Cartel de Medellín. Luego se uniría a las Autodefensas Campesinas de Córdoba y Urabá (Accu) de los hermanos Castaño. Fue considerado como contraguerrillero 'puro' al no querer usar financiación del narcotráfico en su guerra.
Fundador y máximo comandante del Bloque Metro de las AUC, reclutando sicarios y miembros de 'combos' de Medellín, a cuyos hombres entrenó con apoyo de José Miguel Gil Sotelo, alias Federico un exguerrillero de las FARC-EP. Sus hombres habrían participado en la Masacre de El Aro. Participó y dirigió la ofensiva paramilitar en Antioquia contra el ELN y las FARC-EP en municipios como Granada, Remedios, Segovia,San Rafael, San Roque, San Carlos Angelópolis, San Pedro de Urabá y Amalfi. Este bloque tiene registradas 12.080 víctimas en el Sistema de Información de Justicia y Paz (SIJYP) El bloque tuvo entre 2000 y 2500 hombres y tuvo estrechas relaciones con las Fuerzas Militares.
Se enfrentó a otras facciones de las AUC como el Bloque Central Bolívar y el Bloque Cacique Nutibara de 'Don Berna' en 2003, al denunciar los vínculos con el narcotráfico de miembros de la organización y al querer adelantar negociaciones por separado en el proceso de paz del gobierno  con las AUC. Huyó a Santa Marta y se estableció en el Rodadero, donde empezó a escribir sus memorias con ayuda de un antropólogo.

## Muerte
Fue asesinado en Santa Marta (Magdalena), en la noche del 28 de mayo de 2004, donde sicarios le propinaron 5 impactos de bala en la cabeza, al parecer por orden de ''Don Berna' y Vicente Castaño por líos anteriores. 
Apareció en la teleserie de RCN 'Tres Caines' obra inspirada en la novela de Gustavo Bolívar interpretado por Julio Correal.